# آيت باجي (موحى أوحمو الزياني)
آيت باجي هي إحدى مشيخات المملكة المغربية، تتبع جغرافيا لإقليم خنيفرة وإداريًا لموحى أوحمو الزياني. يقدر عدد سكانها بـ 839 نسمة حسب الإحصاء الرسمي للسكان والسكنى لسنة 2004.